# Telmatobius punctatus
Telmatobius punctatus är en groddjursart som beskrevs av Jehan Vellard 1955. Telmatobius punctatus ingår i släktet Telmatobius och familjen Ceratophryidae. IUCN kategoriserar arten globalt som akut hotad. Inga underarter finns listade i Catalogue of Life.